# Hookeriopsis cheiloneura
Hookeriopsis cheiloneura là một loài Rêu trong họ Hookeriaceae. Loài này được (Müll. Hal. ex Broth.) Broth. mô tả khoa học đầu tiên năm 1907.